# Endasys oregonianus
Endasys oregonianus là một loài tò vò trong họ Ichneumonidae.